# Igoa
Pour les articles homonymes, voir Igoa (homonymie).
Igoa est un village situé dans la commune de Basaburua dans la Communauté forale de Navarre, en Espagne. Il est doté du statut de concejo.
Igoa est situé dans la zone linguistique bascophone de Navarre.

## Géographie
Le village se situe à 38 km de Pampelune et 68 km de Saint-Sébastien. À l'ouest coule l'Artius erreka (ruisseau Artius).
Dans ses environs, il y a de nombreux dolmens, en particulier le dolmen de Patatalor.

## Histoire
En 1192, Igoa devient un lieu de seigneurie royale dont les bénéfices sont réajustés par "le for" du roi Sanche VI le Sage, avec les autres villages de la vallée. Détruit par un incendie, Carlos III exempte la population de caserne pour cette année-là.
En 1847, l'abbaye de la paroisse était fournit par la maison Ramírez Arellano qui possédait un moulin à farine, une forge, des routes locales en bon état, et qui recevait le courrier par le postier de la vallée.
Le palais du village est répertorié comme chef d'armurerie dans la masse salariale du Royaume, bien que, lors de sa collecte, en 1543, les fermiers du lieu aient été condamnés à payer la pecha en argent et en orge à Felipe de Huarte et Isabel de Aguinaga, propriétaires du palais. Pedro de Igoa obtint une nouvelle miséricorde en 1590. Francisca Lazcoiti, veuve de Juan Antonio de Jaca, demanda une ristourne en 1767. 

## Armoiries
Selon le Livre des Armures, l'écu du palais était en argent au XVIe siècle et un arbre sinople traversé par un lévrier de gueules.

## Langues
En 2011, 67.2% de la population de Basaburua ayant 16 ans et plus avait le basque comme langue maternelle. La population totale située dans la zone bascophone en 2018, comprenant 64 municipalités dont Basaburua, était bilingue à 60.8%, à cela s'ajoute 10.7% de bilingues réceptifs.

## Festivités
- Les festes patronales de la Nativité sont célébrés le 8 de septembre.

## Patrimoine

### Patrimoine religieux
- L'église paroissiale d'Andra Maria / Santa Maria (Sainte Marie)[4].

### Patrimoine civil
- Perratokia.